# Parabuccinum
Parabuccinum is een geslacht van weekdieren uit de klasse van de Gastropoda (slakken).

## Soorten
- Parabuccinum bisculptum (Dell, 1990)
- Parabuccinum eltanini (Dell, 1990)
- Parabuccinum polyspeirum (Dell, 1990)
- Parabuccinum rauscherti Harasewych, Kantor & Linse, 2000